# نجف قلي خان بختياري
نجف قلي خان بختياري (بالفارسية: نجف‌قلی‌خان بختیاری) (1846 - 1930) المعروف اختصارًا بِـ«سعد الدولة» أو بِـ«صمصام السلطنة»، هو رئيس وزراء الدولة القاجاريَّة وأحد قادة الثورة الدُستوريَّة الفارسيَّة. تولَّى رئاسة الوزراء في فترتين: استمرَّت الأُولى من 3 أيار (مايو) 1909 حتى 17 كانون الثاني (يناير) 1913. ودامت حُكُومته الثانية تسعةً وتسعين يومًا شهدت إلغاء «معاهدة تركمانچاي» التي كانت قد عُقدت قبل ما يقرُب مائة سنة من تاريخ تولِّيه لِرئاسة الوزراء.